# John Antoine Nau

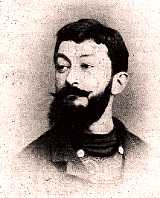
John Antoine Nau.

John-Antoine Nau, cuyo nombre real era Eugène-Léon-Édouard-Joseph Torquet (San Francisco, Estados Unidos, 19 de noviembre de 1860 - Tréboul, 17 de mayo de 1918), fue un escritor franco-estadounidense.
En 1903, fue el primer escritor que recibió el premio Goncourt por su novela Fuerza enemiga, que se publicó en febrero del mismo año. Pero en ese entonces el premio no tenía la importancia de nuestros días, y Nau fue pronto olvidado.